# 로버트 내퍼
로버트 내퍼(Robert Clive Napper, 1966년 2월 25일 ~ )는 1992년부터 1993년까지 3명을 살해한 영국의 연쇄살인범이다. 흉기로 무참히 찔러 잔인하게 살해하는 방법이 살인범 잭 더 리퍼를 연상시킨다고 해서 "현대판 리퍼(modern-day Ripper)"라는 수식과 함께 플럼스테드 리퍼(The Plumstead Ripper)라고 불리거나 연속강간 혐의로 그린체인 강간범(The The Green Chain Rapist)이라고 부르기도 한다.
어릴 때 아스퍼거 증후군과 망상형 조현병으로 진단된 적이 있는 내퍼는 한정책임능력(en)을 이유로 세 건의 살인이 모살이 아닌 고살로 인정이 되어 1995년에 버크셔주에 있는 브로드무어 정신병원(Broadmoor Hospital)으로의 영구격리형을 선고받았다.

## 생애
1966년 런던 남동부 지역인 이리스에서 운전강사인 브라이언 내퍼(Brian Napper)와 폴린(Pauline Napper) 사이에서 첫째로 태어났다. 아버지가 폭력적으로 어머니를 학대하고 그런 어머니가 자신을 학대하는 가정폭력의 한가운데서 자란 로버트 내퍼는, 9살 때 부모의 이혼으로 형제들과 위탁가정의 보호를 받으며 6년 동안 정신과 치료를 받는다.
1978년, 12살의 내퍼는 런던 남동부 템스강 유역의 그린체인 산책로(en)에서 백주대낮에 강간을 당한다. 그 후, 피의자는 법의 처벌을 받았지만 내퍼는 급격하게 강박장애 증세를 보이며 내성적이고 은둔적인 성격으로 바뀐다.
눈에 띄지 않았던 평범한 학생이었던 내퍼는 빅토리아 시대의 괴담이나 에드거 앨런 포의 고자질하는 심장에 대한 수업 중에 벌벌 떨거나 자신의 세상에 갇혀 반응이 없는 로보트처럼 바뀌었다고 한다. 내퍼의 살인 피해자들은 소설에 나오는 피해자처럼 잔인한 수법으로 살해된다. 후에 동생들을 괴롭히고 여동생이 옷을 갈아 입거나 샤워할 때 몰래 지켜보는 등의 행동을 참을 수 없게 된 어머니는 내퍼를 18살이 된 후에 집에서 쫓겨낸다.

## 범죄
1989년 10월, 런던 남동부 플럼스테드 커먼(en)에서 행한 아들의 강간 고백을 들은 어머니 폴린은 경찰에 신고하지만 경찰은 신고된 기록이 없다고 어머니의 신고를 무시한다.
1992년 7월 15일 아침, 로버트 내퍼는 윔블던 커먼 공원(en)에서 개를 산책시키던 레이첼 니켈(Rachel Nickell)en을 어린 아들, 알렉스(Alex Hanscombe)가 보는 앞에서 칼로 49번 찌른 후 시간하고 도주한다. 부유한 지역인 윔블던에서 살해된 23살 금발의 모델이었던 레이첼 니켈의 살인사건은 영국 전역의 관심이 모이게 되어 런던광역경찰청은 범인 검거 압박에 시달리게 된다.
살인 사건 용의자 몽타주(en) 공개 후, 윔블던 커먼 공원에서 개를 산책시키던 콜린 스태그(Colin Stagg)와 비슷하다는 신고가 몇 건 들어와 콜린 스태그는 경찰의 용의선상에 오르게 된다. 레이첼 니켈 사건을 이끌던 스코틀랜드 야드의 키스 페더(Keith Pedder) 경감(en)은 부족했던 물적 증거를 메꾸기 위해 프로파일링 기법을 사용한 수사를 하기 위해 당시 텔레비전에 자주 출현하던 심리학자 폴 브리튼(Paul Britton) 박사에게 자문을 구하게 된다. 브리튼 박사는 프레드 웨스트와 로즈메리 웨스트 사건에도 관여하고 1992년에는 1983년에 검거된 연쇄살인범 데니스 닐슨과 인터뷰를 하기도 했다. 브리튼 박사는 용의자를 윔블던 커먼 공원 근처에 혼자 사는 오컬트와 도검과 같은 특이한 관심과 사디즘을 가진 성향의 2-30대일 것이라고 프로파일링을 한다. 윔블던 커먼 공원 근처에 혼자 살며 흑마술 책을 몇 권 가지고 있었던 30세의 동정이었던 콜린 스태그는 경찰의 용의자 프로파일에 딱 맞게 된다.
스태그에 대해 별다른 혐의와 증거가 없던 경찰은 미인계를 이용한 함정수사 방법을 브리튼 박사와 고안해서 에젤 작전(Operation Edzell)en이라고 이름을 붙인 작전으로 스태그를 잡으려고 갖은 노력을 다한다. 리지 제임스(Lizzie James)라는 가명을 쓰는 요원을 파견하여 신문의 구애 광고에 편지를 보냈던 스태그에게 편지를 보낸 후, 스태그에게 자신은 칼로 다른 사람을 해하는 사람에게 성적매력을 느낀다며 섹스를 미끼로 그가 레이첼 니켈 사건의 범인이라고 자백하게 만드려고 노력한다. 스코틀랜드 야드는 리지 제임스와의 잠자리를 노렸지만 레이첼 니켈 살인 자백을 하지 않았던 스태그를 정황증거를 근거로 구속시킨 후 기소를 하지만 오그널 판사(en)는 경찰의 미인계 함정수사를 "가장 사악한 종류의 기만적인 행동으로 용의자를 유죄로 판결하려는 노골적인 시도"라고 강력하게 비판하며 사건을 취하한다. 그러나 미디어, 레이첼 니켈의 유족과 대부분의 영국인들은 콜린 스태그를 범인으로 여기며 그에게 20년에 가까운 고통을 안기게 된다. 스태그는 구속 후 14개월 동안 구금되었고 석방 후에도 수년간 집에서 은둔생활을 하며 보냈고 진범이 밝혀진 2008년 후에도 자신이 아직도 레이첼 니켈의 살인범으로 알고 있는 사람들이 있다며 고통을 호소했다.
1993년 11월 3일, 내퍼는 자신이 살고 있던 플럼스테드 커먼 지역의 윈스 커먼(en)에 살고 있는 28살의 사만다 비셋(Samantha Bisset)의 집에 침입하여 비셋을 살해한 후 시간하고 만 4살이었던 비셋의 딸을 강간한 후 질식시켜 살해한다. 비셋의 사체에는 60개가 넘는 자상이 발견되었는데 사체 훼손이 너무 심해 사건을 기록했던 경찰 사진사는 이 사건 이후에 2년 동안 일선에 돌아 오지 못했다. 내퍼는 비셋의 시체를 거실 중앙에 전시하듯이 놓고 다리 부분을 자를 시도를 했고, 늑골을 들어 모든 장기를 칼로 찌르고 자궁의 한 부분을 잘라 전리품으로 가져갔다. 비셋 모녀 이중 살인의 담당이었던 마이클 뱅크스(Michael Banks) 경정은 경찰 생활 30년 중에 비셋과 그의 딸의 범죄현장이 가장 끔찍한 사건이었다고 언급했다.
윔블던 커먼 지역에 비해 부유하지 않은 서민들이 거주하는 플럼스테드 커먼 지역에서 살해된 스코틀랜드 중산층 출신의 히피였던 모델 사만다 비셋의 죽음은 레이첼 니켈의 사건과는 달리 많은 관심을 받지 못했다.

## 체포
1994년 5월 20일, 사만다 비셋의 집에서 발견된 지문과 족적으로 내퍼는 체포되었다. 개인의 지문은 각각 고유한 특징이 있지만 로버트 내퍼의 지문이 사만다 비셋의 지문과 비슷해 초기에 수사에 혼선을 주었다. 1995년 10월, 올드 베일리(Old Bailey)라고 불리는 런던의 중앙형사재판소에서 한정책임능력에 속하는 망상형 조현병으로 인한 심신장애를 이유로 사만다 비셋, 재즈민 살인을 고살(Manslaughter)로 유죄를 인정한 후, 두 건의 강간 혐의와 두 건의 강간 미수죄도 인정한다. 올드 베일리의 재판 후에 내퍼는 브로드무어 정신병원(Broadmoor Hospital)에 수감된다. 1995년 12월, 경찰은 내퍼에게 레이첼 니켈 사건에 대해 관련이 있는지 취조를 하지만 내퍼는 혐의를 부인한다.
비셋 사건의 담당자들은 레이첼 니켈 사건에 조언을 했던 브리튼 박사에게 비셋 사건과 니켈 사건의 연관성을 묻지만 브리튼 박사는 두 사건의 관련이 없다고 단정한다.브리튼 박사는 후에 자신은 경찰에 두 사건이 관련이 있다고 조언을 했었다고 주장했지만, 경찰과 브리튼 박사의 꼬리를 무는 실책은 스코틀랜드 야드와 영국 심리학회(en)에게 수많은 질타를 받게 했다.
로버트 내퍼는 1991년부터 4년간 일어난 70여 건의 런던 남동부 그린체인 산책로(en) 강간 사건의 범인 (The Green Chain Rapist)으로 추정되었다. 95년에 내퍼가 인정한 두 건의 강간이 다른 그린체인 강간 사건들과 연관이 되어 있고, 내퍼는 지도에 시행된 범행과 시행할 계획을 기록한 것으로 알려져 있다. 그린체인 강간 사건 수사에서 목격자 중 한 명이 용의자의 키가 177cm 정도였다고 한 잘못된 증언이 키가 188cm인 내퍼가 용의선상에서 제외되어 범행을 계속 저지를 수 있게 했다.

## 재수사와 유죄 선고
스코틀랜드 야드에서는 레이첼 니켈 사건의 10주기인 2002년을 전후하여 다시 증거를 모으고 콜드 케이스팀을 구성한다. 전보다 진전된 DNA 실험 기술로 실험을 시작한 18개월 후에 니켈의 몸에서 발견된 남성의 DNA가 아들인 알렉스와 남자친구였던 안드레 한스콤(André Hanscombe)의 DNA와 일치하지 않아 발견된 DNA가 범인의 것일 확률을 높이는 계기가 된다. 그러나 당시의 기술로는 범인을 특정지을 수는 없었다. 2006년 7월, 경찰은 브로드무어에 수감되어 있던 내퍼를 이틀 동안 취조한 후, 2007년 11월 28일에 레이첼 니켈 사건의 범인으로 기소한다. 재판 초기에 무죄를 주장하던 내퍼는 2008년 12월 18일에 런던의 중앙형사재판소에서 한정책임능력을 이유로 레이첼 니켈의 살인에 대해 고살로 유죄를 인정한다.
로버트 내퍼는 "요크셔 리퍼(The Yorkshire Ripper)"로 알려진 피터 서트클리프나 그레이엄 영과 같은 악명높은 범죄자들이 수감되었던 브로드무어 정신병원에서 1995년 이후 수감되어 있다.

## 사건의 파장
1998년, 함정수사 작전으로 수반된 스트레스때문에 조기 퇴직을 했던 '리지 제임스' 형사는 런던광역경찰청을 고소, 법정 밖 합의 후 런던광역경찰청에서 합의금으로 125,000 파운드를 받았다. 같은 해, 형사피해보상당국(the Criminal Injuries Compensation Authority)은 레이첼 니켈의 아들, 알렉스 한스콤에게 피해보상금으로 90,000 파운드를 지급했다.
2007년, 부당하게 14개월 동안 수감되었던 콜린 스태그는 런던광역경찰청에 100만 파운드의 손해배상 청구를 하기로 결정하고 고소 후, 법정 밖 합의로 런던광역경찰청에서 합의금으로 700,000 파운드를 받는다.
2008년, 런던광역경찰청의 존 예이츠 부국장은 로버트 내퍼가 진범으로 밝혀진 후에 콜린 스태그에게 서한을 보냄과 동시에 공개적인 유감의 성명을 발표하며 처음으로 콜린 스태그에게 사과한다.
2010년, 안드레와 알렉스 한스콤 부자는 유럽 인권 재판소에 영국 광역경찰청이 내퍼를 일찍 체포하지 못한 것에 대해 불만을 제기했다.

## 같이 보기
- 데니스 닐슨
- 피터 서트클리프
- 연쇄살인범

## 주해
1. ↑  한정책임능력으로 종신형 대신 정신병원에서의 영구격리형을 선고받았다.
2. ↑  "a blatant attempt to incriminate the suspect by deceptive conduct of the grossest kind"
3. ↑  영국 형법에서는'Diminished responsibility'(en)

## 참고 문헌
- Alison, Laurence J.; Eyre, Marie (2009). 《Killer in the Shadows: The Monstrous Crimes of Robert Napper》. London: Pennant Books. ISBN 978-1-906015-49-7.